# Mikayel I (ormiański patriarcha Konstantynopola)
Mykayel I (ur. ?, zm. ?) – w latach 1706–1707 45. ormiański Patriarcha Konstantynopola.